# Obowiązkowe wydatki
Obowiązkowe wydatki (ang. mandatory spending) – budżet federalny Stanów Zjednoczonych dzieli się na trzy kategorie: wydatki obowiązkowe, wydatki uznaniowe i odsetki od zadłużenia. W amerykańskiej polityce fiskalnej, znane również jako wydatki na uprawnienia, wydatki obowiązkowe to wydatki rządowe na niektóre programy, które są wymagane przez prawo. Kongres ustanowił obowiązkowe programy na mocy przepisów dotyczących zezwoleń. Kongres uchwala wydatki na programy obowiązkowe poza procesem rocznego rachunku środków. Kongres może zmniejszyć finansowanie programów jedynie poprzez zmianę prawa autoryzacji. Wymaga to przyjęcia w Senacie większości 60 głosów. Wydatki uznaniowe z drugiej strony nie wystąpią, chyba że Kongres będzie co roku zapewniał finansowanie za pośrednictwem rachunku środków.
Obowiązkowe wydatki z czasem zajęły większą część budżetu federalnego. W roku podatkowym 1965 wydatki obowiązkowe stanowiły 5,7% produktu krajowego brutto (PKB). W roku budżetowym 2016 obowiązkowe wydatki stanowiły około 60 procent budżetu federalnego i ponad 13 procent PKB. Obowiązkowe wydatki otrzymały 2,4 bln USD z całkowitych 3,9 bln USD wydatków federalnych w 2016 r.

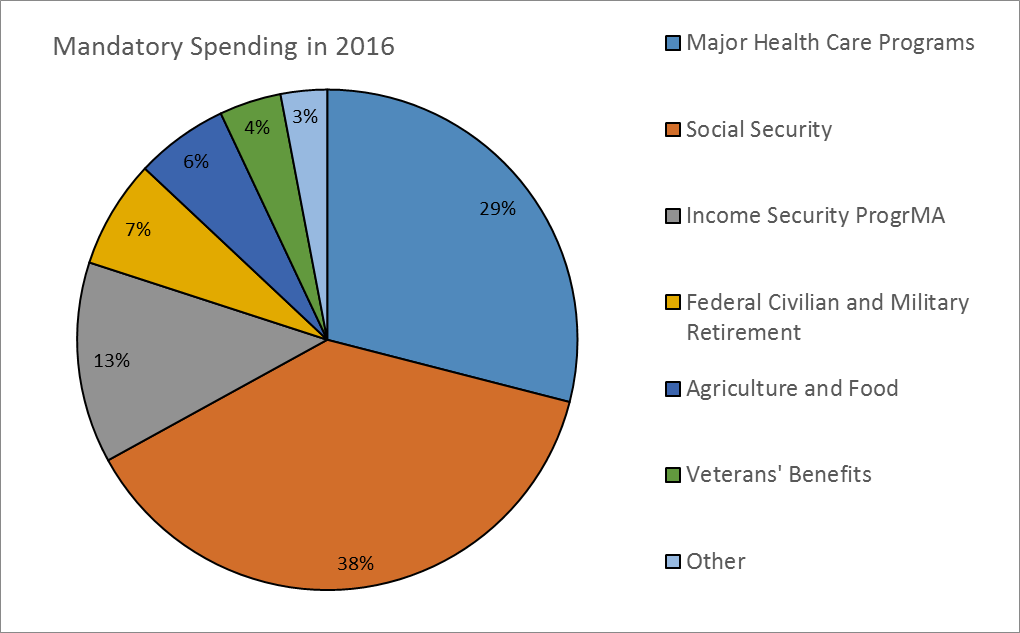
Obowiązkowe wydatki w USA w 2016 r.

## Programy uprawniające
Programy uprawniające to programy pomocy społecznej o szczególnych wymaganiach. Kongres określa wymagania kwalifikacyjne i korzyści dla programów uprawniających. Jeśli spełnione są wymagania kwalifikacyjne dla konkretnego obowiązkowego programu, nakłady są dokonywane automatycznie. Programy uprawnień, takie jak Social Security i Medicare, stanowią większość obowiązkowych wydatków. Razem stanowią prawie 50 procent budżetu federalnego. Inne obowiązkowe programy wydatków obejmują programy zabezpieczenia dochodów, takie jak zasiłek na podatek dochodowy, dodatkowy program pomocy żywieniowej, dodatkowe dochody z zabezpieczenia, tymczasowa pomoc dla rodzin potrzebujących i ubezpieczenie od bezrobocia. Federalne programy emerytalne dla federalnych i cywilnych emerytów wojskowych, programy dla weteranów i różne inne programy, które zapewniają subsydia dla rolnictwa, są również objęte obowiązkowymi wydatkami. Uwzględniono również mniejsze pozycje budżetowe, takie jak wynagrodzenia członków Kongresu i prezydenta. Wykres po prawej pokazuje podział na procent obowiązkowych wydatków, które otrzymuje każdy program.

## Zasady kwalifikowalności
Wiele obowiązkowych programów wydatkowania poziomów wydatków określają zasady kwalifikowalności. Kongres ustala kryteria określające, kto kwalifikuje się do otrzymywania świadczeń z programu, oraz poziom świadczeń dla osób, które kwalifikują się. Kwota pieniędzy wydawanych każdego roku na każdy program zależy od liczby osób kwalifikujących się i ubiegających się o świadczenia. Kongres nie decyduje co roku o zwiększeniu lub zmniejszeniu budżetu na ubezpieczenia społeczne lub inne programy zasiłków zarobionych. Niektóre obowiązkowe programy wydatkowania obowiązują bezterminowo, ale niektóre, jak programy rolne, wygasają z końcem danego okresu. Ustawodawstwo, które wpływa na obowiązkowe wydatki, podlega porządkowi domowemu i senackiemu. Kongres może okresowo przeglądać zasady kwalifikowalności i może je zmieniać w celu uwzględnienia lub wykluczenia większej liczby osób lub zaoferowania mniej lub bardziej hojnych świadczeń osobom, które kwalifikują się, a zatem może zmienić kwotę wydaną na program. Większość obowiązkowych wydatków jest wykorzystywana w programach uprawnień.

## Historia
Przed Wielkim Kryzysem prawie wszystkie wydatki federalne były uznaniowe. Obowiązkowe wydatki wzrosły po uchwaleniu ustawy o zabezpieczeniu społecznym w 1935 r. Coraz większy procent budżetu federalnego przeznaczono na obowiązkowe wydatki. W 1947 r. Ubezpieczenia Społeczne stanowiły niecałe pięć procent budżetu federalnego i mniej niż połowę jednego procenta PKB. Do 1962 r. 13% budżetu federalnego i połowa wszystkich obowiązkowych wydatków została przeznaczona na ubezpieczenie społeczne. Mniej niż 30 procent wszystkich wydatków federalnych było obowiązkowe. Odsetek ten nadal wzrastał, gdy Kongres zmienił ustawę o zabezpieczeniu społecznym w celu utworzenia Medicare w 1965 r. Medicare to rządowy program ubezpieczeń zdrowotnych dla seniorów W ciągu 10 lat po utworzeniu Medicare obowiązkowe wydatki wzrosły z 30 procent do ponad 50 procent budżetu federalnego.

### Zabezpieczenia społeczne
Wydatki na ubezpieczenia społeczne wzrosły w stosunku do gospodarki. W 1962 r., przed przejściem do Medicare i Medicaid, wydatki na ubezpieczenia społeczne stanowiły 13 procent całkowitych wydatków obowiązkowych. Było to około połowy wszystkich obowiązkowych wydatków. W 2016 r. Ubezpieczenia społeczne stanowiły 38% obowiązkowych wydatków. Stanowi to nieco ponad jedną trzecią wszystkich obowiązkowych wydatków i około 4,3 do 4,8 procent PKB w USA. Zabezpieczenia społeczne wahały się wokół tego poziomu od lat 80. Medicare i Medicaid podjęły coraz większy udział w obowiązkowych wydatkach.

### Medicare i Medicaid
Utrzymujące się zwiększenie wydatków na opiekę zdrowotną było głównym czynnikiem wzrostu wydatków obowiązkowych. Obowiązkowe wydatki wzrosły z 4,9 procent wydatków federalnych w roku 1970 do 25,7 procent wydatków federalnych w roku 2016. Koszty opieki zdrowotnej na mieszkańca wzrosły znacznie szybciej niż gospodarka. Nowe technologie medyczne zmieniły opiekę zdrowotną i doprowadziły do wzrostu kosztów. Zwrot kosztów opieki zdrowotnej przez osoby trzecie przez publiczne i prywatne programy ubezpieczeniowe zapewnił niewiele zachęt do kontrolowania kosztów do lat 80. Wprowadzenie przyszłego systemu płatności Medicare dla szpitali w 1983 r. I rosnący udział organizacji zajmujących się utrzymaniem zdrowia w połowie lat 80. XX wieku pomogły spowolnić koszty opieki zdrowotnej. Inne próby, takie jak ustawa o zrównoważonym budżecie z 1997 r., Odniosły jedynie tymczasowy lub częściowy sukces w spowolnieniu tempa wzrostu wydatków na opiekę zdrowotną. W 2010 r. Uchwała ustawy o przystępnej cenie opieki zdrowotnej ustanowiła mandat dla większości mieszkańców USA w celu uzyskania ubezpieczenia zdrowotnego, ustanowienia wymiany ubezpieczeniowej i rozszerzenia Medicaid. W rezultacie obowiązkowe federalne nakłady na programy zdrowotne wzrosły.

### Recesja
Obowiązkowe wydatki odgrywają dużą rolę w większych tendencjach fiskalnych. W okresie spowolnienia gospodarczego dochody rządowe spadają, a wydatki rosną, ponieważ coraz więcej osób kwalifikuje się do programów obowiązkowych, takich jak ubezpieczenia od bezrobocia i programy zabezpieczenia dochodów. Powoduje to wzrost deficytów lub ich nadwyżkę. Obowiązkowe programy działają jak automatyczne stabilizatory i zapewniają bodziec fiskalny w krótkim okresie bez konieczności podejmowania nowych działań legislacyjnych. Podczas recesji w 2008 i 2009 r. Obowiązkowe wydatki wzrosły o 31% z powodu federalnych interwencji finansowych i spowolnienia gospodarczego. Większość pieniędzy trafiła do programu Troubled Asset Relief i pomocy rządowym firmom sponsorowanym, takim jak Fannie Mae i Freddie Mac. Zwiększone wydatki na ubezpieczenie na wypadek bezrobocia i program pomocy w zakresie żywienia uzupełniającego również przyczyniły się do wzrostu wydatków. Przed recesją obowiązkowe wydatki na dochód z dodatkowego zabezpieczenia stanowiły około 1,5% PKB, jednak po recesji stanowiły około 3% PKB. Wiele programów uprawnień funkcjonuje jako automatyczne stabilizatory, a w rezultacie w czasie pogorszenia koniunktury gospodarczej środki potrzebne do finansowania tych programów znacznie się zwiększają.

## Obecnie
W roku budżetowym 2016 wydatki obowiązkowe stanowiły 64 procent wszystkich wydatków federalnych. Ubezpieczenia społeczne, Medicare i Medicaid były największymi indywidualnymi obowiązkowymi wydatkami, stanowiąc łącznie około 78 procent wszystkich obowiązkowych wydatków. Social Security, Medicare i Medicaid stanowią prawie 50 procent wszystkich wydatków federalnych. Różne programy zabezpieczenia dochodów, takie jak Supplemental Nutrition Assistance Program, Unemployment Insurance, Earned income tax credit i Child tax credit, stanowią dodatkowe 18 procent obowiązkowych wydatków. Obowiązkowe poziomy wydatków miały i będą nadal podlegać procesowi automatycznej redukcji wydatków uchwalonemu w ramach ustawy o kontroli budżetu z 2011 r. (BCA). BCA nakłada niewielkie ograniczenia na obowiązkowe wydatki, które mają na celu ograniczenie wydatków o mniej niż 0,2 biliona dolarów od roku budżetowego 2012 do roku budżetowego 2021. Obowiązkowe wydatki zostały zmniejszone o 18 mld USD w 2015 r. Wiele programów jest zwolnionych z sekwestracji, takich jak ubezpieczenie społeczne, Medicaid, tymczasowa pomoc dla potrzebujących rodzin oraz Supplemental Nutrition Assistance Program. Dwupartyjna ustawa budżetowa z 2013 r. Przedłużyła obowiązkowe sekwestrowanie wydatków o dwa lata do roku 2024. Przewiduje się, że wzrost obowiązkowych wydatków związanych z rosnącymi kosztami opieki zdrowotnej spowoduje kontynuację tendencji wzrostowej pomimo tych redukcji. Niektórzy eksperci ds. Budżetu i polityki społecznej obawiają się, że cięcia wydatków mogą zagrozić ich celom: bezpieczeństwu ekonomicznemu osób starszych i biednych.

## Przyszłość
Według Biura Budżetowego Kongresu (CBO), roczne obowiązkowe wydatki wzrosną z 2,4 biliona USD w 2016 r. Do 4,3 biliona USD do 2027 r. Choć od 1973 r. Średnio około 10% PKB, wydatki obowiązkowe mają wzrosnąć do około 14% PKB do 2027 r. Przewiduje się, że wydatki uznaniowe spadną jeszcze bardziej, do 5% PKB. Do roku 2022 przewiduje się, że udział uznaniowych wydatków w gospodarce będzie równy lub mniejszy niż wydatki na ubezpieczenia społeczne i główne programy zdrowotne. W dłuższej perspektywie prognozy sugerują, że jeśli obecna polityka pozostanie niezmieniona, USA mogą stanąć w obliczu poważnej nierównowagi fiskalnej. Przewiduje się, że wzrost wydatków, w szczególności na ubezpieczenia społeczne, Medicare i Medicaid przewyższy wzrost przychodów. Spowodowałoby to większe deficyty i większe zadłużenie. Przewiduje się, że obowiązkowe wydatki na opiekę zdrowotną wzrosną z 5% PKB w roku budżetowym 2016 do 14% w roku budżetowym 2089. Przewiduje się, że Ubezpieczenie Społeczne wzrośnie z 5% PKB w roku budżetowym 2016 do 7% PKB do roku 2089. Przewiduje się, że jeśli wydatki będą nadal rosnąć, deficyt osiągnie 5,2% PKB do 2027 r.
Przewiduje się, że obowiązkowe wydatki w ramach BCA będą rosły w ujęciu nominalnym i w stosunku do PKB w ciągu najbliższych 10 lat. Wzrost ten wynika przede wszystkim z wydatków na uprawnienia dla osób starszych, takich jak Medicare i Social Security, które według prognoz będą rosły szybciej niż PKB w ciągu najbliższych dziesięciu lat. BCA ma minimalny wpływ na ten trend, ponieważ zmniejsza obowiązkowe wydatki w ramach automatycznego procesu wydatkowania o mniej niż jedną dziesiątą 1% PKB rocznie. Przewiduje się, że cięcia w Medicare nie zapobiegną wzrostowi Medicare w stosunku do PKB w 10-letnim okresie budżetowym. Udział obowiązkowych wydatków będzie nadal wzrastał jako część wydatków federalnych i PKB.

### Programy uprawnień
Liczba beneficjentów programów uprawnień wzrosła wraz ze wzrostem średniego wieku ludności. Ustawa Medicare z 1965 r. Rozszerzyła świadczenia zdrowotne dla większości emerytów i znacznie rozszerzyła obowiązkowe wydatki. Wraz ze wzrostem średniej długości życia wzrosła również część populacji powyżej 85 lat, co spowodowało wzrost wydatków na ubezpieczenia społeczne i Medicare. Prognozy bazowe CBO pokazują dalszy wzrost federalnych wydatków na opiekę zdrowotną, co spowoduje wzrost całkowitego udziału wydatków na Medicare i Medicaid. Przewiduje się, że wydatki federalne na inne programy związane ze zdrowiem wzrosną, gdy zaczną obowiązywać większe części Ustawy o opiece nad dziećmi. Do roku 2025, na podstawie prognoz bazowych CBO, przewiduje się, że wydatki na Medicare, Medicaid i inne ważne federalne programy opieki zdrowotnej będą stanowiły 31 procent całkowitych wydatków federalnych. Inne programy, takie jak ubezpieczenie społeczne i ulga podatkowa od dochodów zarobkowych wprowadzone w latach 70., również zwiększyły liczbę beneficjentów, a tym samym obowiązkowe wydatki.